# Gymnogobius zhoushanensis
Gymnogobius zhoushanensis is een straalvinnige vissensoort uit de familie van de grondels (Gobiidae). De wetenschappelijke naam van de soort is voor het eerst geldig gepubliceerd in 2007 door Zhao, Wu & Zhong.